# Айкино (Мордовия)
 Айкино  — село в Большеберезниковском районе Мордовии в составе Марьяновского сельского поселения.

## География
Находится на расстоянии примерно 7 километров по прямой на запад-юго-запад от районного центра села Большие Березники.

## Население
| 2002 | 2010 |
| ---- | ---- |
| 11   | ↘1   |

Постоянное население составляло 11 человек (русские 100 %) в 2002 году, 1 в 2010 году.